# ۱٬۱٬۱-تری‌فلوئورواتان
۱،۱،۱-تری‌فلوئورواتان (به انگلیسی: 1,1,1-Trifluoroethane) با فرمول شیمیایی C۲H۳F۳ یک ترکیب شیمیایی با شناسه پاب‌کم ۹۸۶۸ است. که جرم مولی آن ۸۴٫۰۴ g/mol می‌باشد. شکل ظاهری این ترکیب، گاز بی‌رنگ است.